# Marek Tomaszycki

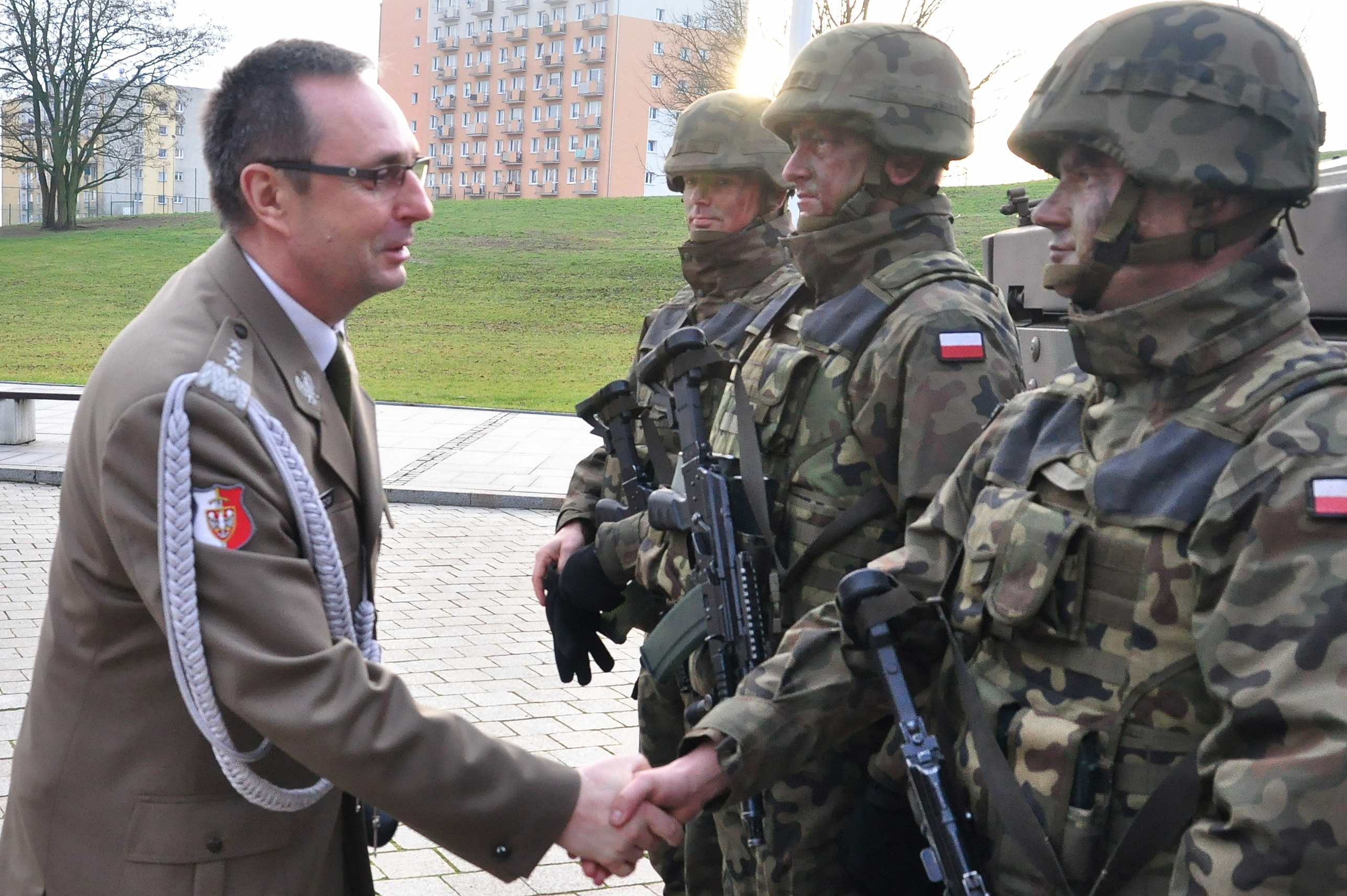
Marek Tomaszycki (2015)

Marek Tomaszycki  (* 28. Januar 1958 in Napiwoda) ist ein polnischer Generalleutnant. Er ist Befehlshaber des Führungskommandos der polnischen Streitkräfte.
Tomaszycki gehört zu den 89 Personen aus der Europäischen Union, gegen die Moskau in Zusammenhang mit der Annexion der Krim durch Russland  ein Einreiseverbot verhängt hat.